# Iris kamelinii
Iris kamelinii är en irisväxtart som beskrevs av Alexeeva. Iris kamelinii ingår i släktet irisar, och familjen irisväxter.
Artens utbredningsområde är Altai. Inga underarter finns listade i Catalogue of Life.